# Philipp Macharadse
Philipp Jesejewitsch Macharadse (georgisch ფილიპე მახარაძე; russisch Филипп Махарадзе; * 9. März 1868; † 10. Dezember 1941) war ein georgischer bolschewistischer Revolutionär und Regierungsbeamter.

## Leben
Macharadse wurde in Schemokmedi (georgisch შემოქმედი), einem Dorf in der Region Gurien, geboren. Er studierte am Theologischen Seminar in Tiflis und erlangte später einen Abschluss am Veterinärinstitut in Warschau, Polen.
1891 schloss Macharadse sich der Sozialdemokratischen Bewegung an und nahm an ihren Aktivitäten in Georgien und Aserbaidschan teil. 1903 trat er dem Gemeinsamen Kaukasischen Komitee der Sozialdemokratischen Arbeiterpartei Russlands (SDAPR) bei und spielte eine aktive Rolle während der Russischen Revolution 1905 im Kaukasus. Er sei angeblich an dem Attentat an Ilia Tschawtschawadse, einer der Leitfiguren der georgischen Nationalbewegung, im Jahre 1907 beteiligt gewesen.
Von 1907 bis 1915 war Macharadse Anführer verschiedener bolschewistischen Gruppen im Südkaukasus. Nach der Februarrevolution 1917 war er Mitbegründer des Tifliser Sowjets der Arbeitervertreter. Im April 1917 wurde er als Delegierter in die siebte SDAPR-Konferenz gewählt und war Teil des Bolschewistischen Komitees der Kaukasusregion. Von 1919 bis 1920 führte er bolschewistische Gruppen an, die sich der menschewistischen Regierung des unabhängigen Georgiens widersetzten. Nach der Invasion der Roten Armee wurde Macharadse im Februar 2021 zunächst zum Vorsitzenden des Georgischen Revolutionärskomitees und später des Georgischen Zentralen Exekutivkomitees. 1922 war er an der Georgischen Affäre beteiligt und stellte sich gegen die Vorhaben Sergo Ordschonikidses.
Im Laufe des nächsten Jahrzehnts führte Macharadse das Gosplan sowie das Zentrale Exekutivkomitee der Transkaukasischen Sozialistischen Föderativen Sowjetrepublik und den Georgischen Rat der Volkskommissare an. 1938 wurde er Vorsitzender des Präsidiums des Obersten Sowjets der Georgischen SSR und stieg später zum stellvertretenden Vorsitzenden des Präsidiums des Obersten Sowjets der UdSSR auf. Er war von der zwölften bis zur 18. Legislaturperiode Teil des Kongresses der Kommunistischen Partei und leitete das Institut für Marxismus-Leninismus.
Während seiner politischen Karriere verfasste Macharadse zudem eine Reihe von Werken, darunter Monographien über Alexander Puschkin und Maxim Gorki, sowie Bücher über die Geschichte der bolschewistischen Aufstandsbewegung in Südkaukasien (1927), über die Sowjets und den Kampf um die sowjetische Macht in Georgien (1928), über die Geschichte Georgiens im 19. Jahrhundert (1932) und über die Geschichte der Arbeiter- und Bauernbewegung in Georgien (1932).